# فتحي بوستة
فتحي بوستة، مدرب ولد في المغرب سنة 1917.
لعب سابقا لنادي المغرب التطواني وأشرف على تدريبه حتى ثم درب نادي الوداد البيضاوي من 1948 إلى 1952 ثم انتقل إلى تدريب الأفريقي التونسي سنة 1952 وبقي مدربا له إلى سنة 1954 وفاز معه بكأس تونس سنة 1954م. عاد مجددا إلى المغرب سنة 1954 من بوابة
الجيش الملكي المغربي ثم درب نادي الكوكب المراكشي من 1956 إلى 1961 وفاز معه بلقب الدوري سنة 1958 ثم درب الرجاء البيضاوي من 1961 إلى 1963م. عمل مساعدا للمنتخب المغربي مع المدرب عبد الرحمان محجوب من 1963 إلى 1967 ثم درب فريق اتحاد طرابلس الليبي لكن التجربة لم تكن طويلة حيث سريعا ما قدم استقالته. درب اتحاد الحراش الجزائري لمدة 5 سنوات 1969 إلى 1974 في سنة 1976م. أعلن اعتزاله التدريب عن عمر 59 سنة.

## وفاته
توفي يوم 7 ديسمبر 1986 عن سن يناهز 69 سنة في مدينة الدار البيضاء بالمغرب.